# Oberprisenhof
Der Oberprisenhof war von 1939 bis 1945 ein deutsches Prisengericht zweiter Instanz und verantwortlich für Prisensachen.

## Geschichte
Mit Ausbruch des Zweiten Weltkriegs entstand der Bedarf einer Prisengerichtsbarkeit erneut. Die am 28. August 1939 veröffentlichte erneuerte Prisengerichtsordnung richtete daher einen Prisenhof als Eingangsgerichte und den Oberprisenhof in Berlin als zweite Instanz ein. Anfangs existierte nur ein Prisenhof in Hamburg und ab 1941 auch zwei weitere in Berlin (anfangs Prisenhof Berlin-Südost und Prisenhof Berlin-Riga).
Der Prisenhof in Hamburg hatte dann den Bereich des Mittelmeeres und des Schwarzen Meeres und der Prisenhof in Berlin das nördliche Eismeer und die Ostsee als Verantwortungsbereich zugewiesen bekommen.
Im September 1941 existierte nur kurz unter Vizeadmiral z. V. Walther Franz der Prisenhof Wilhelmshaven.
Vorbereitende Stelle und Vertreter des Reiches in Prisensachen war der Reichskommissar beim Oberprisenhof, welcher ein Seeoffizier war. Präsident des Oberprisenhofs war von 1939 bis 1944 Walter Kriege, bis er nach dem Attentat vom 20. Juli 1944 verhaftet wurde. Mit dem Ende des Zweiten Weltkriegs endete auch die Tätigkeit des Oberprisenhofes.
Beispiele für Urteile des Oberprisenhofes waren die Prisensachen Korsnes, Drau oder Kong Gudrød.

## Reichskommissare
- Admiral z. V. Walter Gladisch: vom 13. September 1939 bis 30. Juli 1943
- Admiral z. V. Hermann Densch: Juli 1943 bis 21. April 1945

## Stellvertretender Reichskommissar
- Vizeadmiral z. V./Admiral z. V. Ernst von Gagern: von September 1939 bis Oktober 1942

## Richter
Der Oberprisenhof bestand aus fünf Richtern. Vier davon mussten die Befähigung zum Richteramt haben. Zusätzlich war ein Seeoffizier als Richter zugewiesen. Jeder Richter hatte einen Stellvertreter. Die Richter wurden auf Vorschlag des Reichsministers der Justiz vom Reichskanzler ernannt.
Richter waren u. a.:
- Professor Viktor Bruns: von 1939 bis 1943
- Gesandter z. D. Erich Kraske: ab 1939
- Ministerialrat Bernhard Wolff: von 1941 bis 1945

Folgende Seeoffiziere waren als Richter benannt:
- Konteradmiral z. V. Erich Heyden: von September 1939 bis April 1940
- Vizeadmiral Adolf Pfeiffer: von April 1940 bis Oktober 1942
- Vizeadmiral Adalbert Schüßler: von Oktober 1942 bis März 1945

## Weitere bekannte Personen (Auswahl)
- Otto Lenz: von 1939 bis 1944 Rechtsberater am Oberprisenhof
- Konteradmiral z. D. Arno Spindler: von 1939[2] bis 1944[3] stellvertretender Prisenrichter
- Konteradmiral z. D. Heinrich Schickhardt: ab 1939[2] stellvertretender Prisenrichter
- Professor Alfred Verdross: Ersatzrichter am Oberprisenhof